# Dickicht (Roman)
Dickicht ist der zweite Roman des US-amerikanischen Autors Scott Smith. Der Thriller erschien zunächst im Juni 2006 in den Vereinigten Staaten unter dem Titel The Ruins. 2007 erschien in der Übersetzung von Christine Strüh die deutschsprachige Erstausgabe.
Das Buch entwickelte sich zu einem internationalen Bestseller. In Deutschland stand es mehrere Wochen in der Bestsellerliste des Nachrichtenmagazins Der Spiegel.

## Kurzzusammenfassung
Die vier jungen amerikanischen Touristen Jeff, Eric, Stacy und Amy machen in ihrem Mexiko-Urlaub einen Ausflug zu einer Ausgrabungsstätte bei Cobá. Sie werden von dem Deutschen Matthias und dem Griechen Pablo begleitet. Matthias will dort seinen vermissten Bruder suchen. Schon auf dem Weg zu der Ausgrabungsstätte wird ihnen mehrmals von deren Besuch abgeraten. Vor dem Hügel, auf dem sie das Lager einiger Archäologen vermuten, begegnen ihnen zwei Männer von einem benachbarten Maya-Stamm. Sie wollen die Gruppe zunächst vom Hügel fernhalten; als Amy diesen jedoch aus Versehen betritt, wird sie mitsamt ihren Begleiter auf den Hügel gejagt.
Die Gruppe sucht nach einem Ausweg, da der Hügel unten von den Maya umstellt wird. Sie finden einen von einer Pflanze überwucherten Haufen, bei dem es sich um die Gebeine von Matthias’ Bruder handelt. Die Pflanze, eine Ranke, wächst fast überall auf dem Hügel. Sie hören ein Klingeln aus einem Ausgrabungsschacht. Pablo lässt sich sofort abseilen. Auf halbem Weg reißt das Seil, an dem er hängt, und er stürzt aus großer Höhe ab. Dabei verletzt er sich schwer. Stacy und Eric befreien ihn, wobei Eric sich eine offene Wunde am Bein zuzieht.
Am nächsten Morgen ist Pablos Bein halb von der Ranke zerfressen und auch Erics Wunde von ihr überwuchert. Die Gruppe lernt damit erstmals die besonderen Fähigkeiten der Ranke kennen. Sie kann nicht nur Nahrung wahrnehmen, sondern sich auch bewegen. Wegen der Infektionsgefahr entscheiden Jeff und Matthias sich für eine Amputation von Pablos Bein. Dieser ist bereits vom Rücken ab gelähmt und spürt deshalb bei der Operation keinen Schmerz.
Die Touristen verfügen nur über sehr wenig Nahrung, insbesondere Wasser, was besonders bei Amy, Stacy und Eric Unmut aufkommen lässt. Sie betrinken sich mit Pablos Tequila. Nach einem Streit mit Jeff wird Amy am nächsten Morgen erstickt aufgefunden. Eric wird weiterhin von den Auslegern der Pflanze in seinem Knie gequält, er glaubt, sie habe sich in seinem ganzen Körper verteilt.
Während der wachhabende Matthias kurz abgelenkt ist, wird auch Pablo von der Pflanze erstickt. Jeff unternimmt wenig später einen Fluchtversuch und wird von den Mayas erschossen.
Matthias entfernt einige Ranken aus Erics Körper, die sich dort tatsächlich ausgebreitet haben. Eric hält dies für nicht ausreichend und verstümmelt sich im Wahn mit einem Messer. Bei dem Versuch, ihm dieses wegzunehmen, wird Matthias in den Bauch gestochen und stirbt. Eric bittet darum, getötet zu werden, und Stacy überwindet sich dazu, ihn zu erstechen.
Als sie allein auf dem Hügel ist, gibt sie die Hoffnung auf Rettung auf und schneidet sich die Pulsadern auf.

## Handlung
Das Buch handelt vornehmlich von vier jungen Amerikanern: Amy, Jeff, Stacy und Eric, Anfang bis Mitte 20, die in Cancún, Mexiko, einen typischen Strandurlaub machen wollen. Dabei lernen sie Matthias, einen Touristen aus Deutschland kennen, der mit seinem Bruder ebenfalls im Urlaub ist. Nebenbei machen sie die Bekanntschaft dreier Griechen, die sich die (vermutlich falschen) spanischen Namen Pablo, Don Quixote und Juan gegeben haben.
Matthias Bruder Henrich ist verschwunden, was Matthias seinen neuen Bekannten folgendermaßen erklärt: Henrich habe eine Frau am Strand kennengelernt, die von Beruf Archäologin sei, und habe ihr zu einer Maya-Ausgrabung folgen wollen. Über dieses Vorhaben seien die Brüder in einen Streit geraten, und als Matthias am nächsten Morgen aufwachte, sei sein Bruder verschwunden gewesen. Dabei habe er eine Karte hinterlassen, die den Weg zu den Ausgrabungsstätten markiere, zu denen Henrich aufgebrochen sei. Seitdem habe Henrich niemand mehr gesehen. Auf der Suche nach etwas Spannung und Abwechslung beschließen die vier Freunde, ihre neue Bekanntschaft Matthias dorthin auf der Suche nach seinem Bruder zu begleiten. Dabei gehen alle davon aus, dass sie Henrich noch am selben oder spätestens am folgenden Tag antreffen und rechtzeitig vor dessen und Matthias’ Abreise in das Hotel zurückbringen können. Zudem erhoffen sie sich ein Abenteuer. Auf dem Weg zum Ausgang des Hotels läuft ihnen Pablo, einer der Griechen, über den Weg. Er schließt sich der Fünfer-Gruppe an und hinterlässt seinen beiden Freunden eine Kopie der selbst gemalten Karte Henrichs, in der Hoffnung, dass auch die beiden ihnen folgen werden, wenn sie von einem Angelausflug zurückkehren.
Auf dem Weg zu den Ausgrabungsstätten mit dem Bus, Taxi und zum Schluss zu Fuß gibt es im Urwald einige für die Protagonisten ungewöhnliche und beängstigende Vorfälle. Erst wird Stacy auf dem Weg nach Cobá der Hut und die Sonnenbrille von zwei kleinen Jungen gestohlen. Als sie sich mit dem Taxi auf den Weg Richtung Dschungel machen, macht ihnen ein Hund auf der Ladefläche des Taxis Angst. Angekommen am Ziel macht der Fahrer seltsame Andeutungen in Bezug auf den Pfad und bezeichnet ihn Amy gegenüber als „nix gut“.
Trotzdem begeben sie sich auf den Weg ins Dickicht, immer noch in der Hoffnung Matthias’ Bruder mit seiner neuen „Liebe“ an der Maya-Ausgrabungsstätte anzutreffen.
Der Zielort ist auf der handgemalten Karte als Kreuz dargestellt und angeblich ca. 11 Meilen von Cobá entfernt in der Nähe eines Maya-Dorfes. Die sechs Freunde machen sich auf den Weg durch den Dschungel. Als sie das Maya-Dorf erreichen, sind sie laut Karte zu weit gelaufen, konnten unterwegs aber keinen Weg entdecken, der zur Ausgrabung führen könnte. Die Mayas selbst erweisen sich als unfreundlich und abweisend, sie scheinen zu keiner Kommunikation bereit.
Die sechs beschließen, den Weg zurück noch einmal genauer zu untersuchen und werden dabei von zwei Jungen auf dem Fahrrad verfolgt. Am Wegrand finden sie den Eingang, der auch auf der Karte eingezeichnet war, versteckt mit ein paar Blättern, als wollte jemand bewusst diesen Weg verdecken. Die Freunde räumen das Gestrüpp aus dem Weg und gehen durch ein weiteres Stück Dschungel, bis sie schließlich auf einer Lichtung ankommen.
Sie bemerken plötzlich, wie sich einige Mayas um den Hügel auf der Lichtung stellen und versuchen die sechs Freunde von dem Hügel fernzuhalten. Die beiden Jungen auf dem Fahrrad müssen die Mayas gerufen haben. Amy zückt ihren Fotoapparat und will ein gemeinsames Bild von den fünf auf der Lichtung machen, kommt aber bei dem Versuch alle fünf auf das Bild zu bekommen mit einer Rankenpflanze auf dem Hügel in Berührung. Nun wollen die Mayas sie nicht mehr abhalten auf den Hügel zu gehen, sondern sie hetzen die sechs Freunde mit ihren Bögen auf den Hügel.
Die Freunde ziehen sich auf den Hügel zurück. Oben angekommen finden sie zwei verlassene Zelte vor. In den Zelten liegen Rucksäcke und Schlafsäcke. Die Rankenpflanze hatte sich ebenfalls schon in den Zelten ausgebreitet und die Sechs erkennen, dass der Hügel schon länger verlassen sein muss. Die Ranke hat sich über den kompletten Hügel ausgebreitet. Sie hat große „handförmige Blätter“ und große und kleine „blutrote Blüten“.
Die sechs entdecken die Ausgrabungsgrube, deren Tiefe man von oben nicht abschätzen kann. Im Inneren ist es sehr dunkel und es kommt ein regelmäßiger kalter Luftstrom aus der Grube. Jeff entdeckt etwas weiter unten am Hügel einen von der Ranke überwucherten Haufen. Es sieht so aus, als würde die Ranke sich dort an etwas zu schaffen machen. Matthias und Jeff gehen den Hügel hinunter in die Richtung der Lichtung zu dem Gewirr aus Ranken, doch die Mayas zücken sofort Pfeil und Bogen und richten diese auf den Amerikaner und den Deutschen. Sie schießen aber nicht, sondern beobachten, wie Matthias sich nach den Ranken bückt und versucht sie zu entfernen. Sofort bemerken sie einen Turnschuh, danach die Tennissocke und das dazugehörige Schienbein. Sie entwirren die Ranken und ein Skelett kommt zum Vorschein. Die Haut der Leiche ist vollkommen abgefressen, nur noch Sehnen und Knochen sind übrig geblieben. Matthias erkennt in der Leiche sofort seinen Bruder.
Amy, Jeff, Eric, Matthias, Pablo und Stacy versammeln sich oben auf dem Hügel direkt bei den Zelten neben der Grube. Die Gruppe hört das Klingeln eines Handys aus der Grube. Pablo geht zur Grube und schaut hinein. Er tut dabei, als würde er telefonieren. Der Rest versammelt sich um den Schacht. Ihnen ist klar: das Geräusch kommt von unten.
Neben der Grube steht ein Seilzug, das Seil noch aufgerollt. Pablo hängt sich das Seil unter die Achseln und will, dass Matthias und Jeff ihn hinunterlassen. Jeff und Matthias lassen den Griechen in die Grube, auf halbem Weg aber schreit Jeff, dass man ihn wieder hochziehen soll, weil Jeff bemerkt, dass sich eine Ranke am Seil entlangschlängelt und mit ihrem Pflanzensaft das Seil auflöst. Doch es ist zu spät: Mit einem dumpfen Knall schlägt Pablo einige Sekunden später am Boden der Grube auf und beginnt zu schreien.
Die Freunde beschließen, Pablo aus der Grube befreien. Jeff und Matthias ziehen das Seil aus der Grube und überprüfen es nach Rissen. Mit Hilfe eines der Zelte basteln sie eine Verlängerung für das fehlende Stück Seil und Eric wird ausgewählt in die Grube hinunterzugehen. Eric zieht sich das Seil unter die Achseln und Jeff und Matthias lassen ihn in die Grube hinunter. Das Seil reicht aber nicht bis auf den Boden der Grube und Eric springt das letzte Stück in die Dunkelheit. Er landet auf Pablo und verletzt sich dabei mit einer spitzen Glasscherbe am Knie – eine offene Wunde. Eric untersucht Pablo und bemerkt, dass dieser sich beim Sturz wahrscheinlich das Rückgrat gebrochen hat. Jeff und Matthias beginnen damit, aus den Zeltstangen und Resten der Zeltplane eine Trage für den verletzten Griechen zu bauen. Während der erste Tag sich dem Ende neigt, wartet Eric in der Grube. Die anderen beschließen, dass Amy mit der Trage in die Grube hinuntergelassen werden soll, da Eric den Griechen nicht alleine auf die Trage hieven kann. Eric und Amy retten Pablo aus der Grube und werden nacheinander aus der Grube gezogen.
Matthias und Jeff bauen einen Unterstand für Pablo, weil er aufgrund seiner Querschnittlähmung seine Exkremente nicht mehr halten kann. Sie legen den mittlerweile ohnmächtigen Griechen in den Unterstand.
Die Nacht ist fortgeschritten und die Übriggebliebenen überlegen sich einen Plan für das weitere Vorgehen. Jeff übernimmt die Führung der Gruppe, er teilt Essen und Trinken ein und macht einen Plan über die Nachtwache bei Pablo. Einer soll bei dem Griechen bleiben, die anderen sollen sich in das übrig gebliebene Zelt legen. Grillgeruch durchzieht die Luft, während die Mayas unten am Hügel über einem Lagerfeuer kochen. Die Freunde wechseln sich mit der Nachtwache ab. Die letzte Schicht vor dem Morgengrauen übernimmt wieder Matthias.
Als er Pablos Beine inspiziert, schreit er auf und die anderen, abgesehen von Eric, rennen aus dem Zelt. Die Ranke hat in der Nacht das Fleisch von Pablos Schienbeinen gefressen. Unterhalb der Knie liegen Sehnen und Knochen blank, aber der Grieche lebt noch. Amy sieht sich die Beine des Griechen genauer an und muss sich übergeben. Als das Erbrochene den Boden berührt, schlängelt sich ein riesiger Ausläufer der Ranke heran und beginnt, das Erbrochene aufzusaugen. In diesem Moment ruft Eric um Hilfe aus dem Zelt. Er schreit, dass die Pflanze in ihm sei und man ihm ein Messer bringen solle. Stacy geht zurück ins Zelt und sieht Eric auf dem Schlafsack am Boden liegen. Die Pflanze hat sich in die offene Wunde unterhalb seines Knies gebohrt und dringt bereits tiefer in ihn ein. Sie ziehen die Pflanze gemeinsam durch den offenen Schnitt aus Erics Bein, doch Eric glaubt nicht, dass nur dieses Stück in seinem Körper war, und versucht die anderen zu überzeugen, dass die Pflanze noch in ihm ist.
In der Hoffnung, dass Pablos Freunde Juan und Don Quixote kommen und sie retten, versuchen die Freunde, einen gemeinsamen Plan aufzustellen: Jemand soll ständig unten am Hügel Wache halten und Jeff rationiert Lebensmittel und Getränke, sodass sie ein paar Tage überleben können. Alle anfallenden Arbeiten werden auf die Verbliebenen verteilt. Das schwerwiegendste Problem sind Pablos Beine. Die Freunde befürchten, dass er an einer Infektion sterben könnte. Jeff kommt auf die Idee, ihm die Beine zu amputieren. Die Freunde stimmen ab und Matthias und Jeff machen sich ans Werk. Der Grieche fällt erneut in Ohnmacht und merkt von den Arbeiten unterhalb seiner Knie nichts, immer wieder wacht er auf und schreit, kann sich aber nicht wirklich äußern.
Nach und nach wird den Freunden klar, dass sie kaum eine Überlebenschance haben, Pablos Freunde würden nicht kommen. Und selbst wenn: Es würde zu spät sein. Die Pflanze lernt währenddessen immer neue Fähigkeiten. So ahmt sie das Handygeräusch aus der Grube nach und verteilt Düfte von frisch Gebackenem oder Gegrilltem in der Luft. Sogar Stimmen kann sie imitieren und hetzt die Freunde damit gegeneinander auf.
Jeff und Amy beginnen über die Amputation von Pablos Beinen zu streiten, die Pflanze hetzt die beiden gegeneinander auf. Amy setzt sich ein Stück abseits des Hügels auf den Boden und schmollt. Jeff beobachtet sie zwar, denkt aber, sie wolle nur Mitleid. Das aber ist ein Fehler, denn Amy kämpft gegen die Ranken um ihr Leben, und Matthias findet sie am nächsten Morgen tot auf. Sie ist erstickt, die Pflanze war in ihren Mund gewachsen.
Als Nächster stirbt Pablo. Die Pflanze schnappt sich beide Leichen und frisst sich durch ihr Fleisch. Eric hat immer noch das Gefühl, dass ein Teil der Pflanze in ihm sei, weshalb Matthias und Jeff ihn operieren und ihm die Ranken aus seinem Körper schneiden. Jeff hat die nächste Schicht unten am Hügel und wagt einen Fluchtversuch, allerdings wird er von den Mayas entdeckt, und ihn trifft ein Pfeil im Hals und durchbohrt ihn. Die Pflanze schnappt sich auch seinen Körper und zieht ihn zurück auf den Berg.
Nur noch Matthias, Stacy und Eric sind übrig. Als Eric die Pflanze endgültig aus seinem Körper entfernen will und sich dabei massiv selbst verstümmelt, versucht Matthias ihm das Messer wegzunehmen. Dabei stirbt er an einer Stichverletzung. Stacy und Eric sind nun allein auf dem Hügel, Eric hat noch immer das Gefühl, dass die Pflanze in ihm sei, und bittet Stacy um seinen Tod. Stacy rammt ihm daraufhin ein Messer in die Brust. Nachdem Erics Leiche von der Pflanze geholt wurde, nimmt Stacy die letzte Flasche Tequila aus dem Rucksack des Griechen, nimmt das mit Blut verschmierte Messer und setzt sich unten auf den Hügel direkt vor den Mayas.
Stacy merkt, dass die Mayas wissen, dass nur noch sie lebt. Die Mayas räumten schon ihre Sachen wieder auf und begannen langsam abzuziehen. Stacy nimmt einen kräftigen Schluck aus der Tequila-Flasche und schneidet sich die Pulsadern auf. Während sie verblutet, wird nun auch ihr Körper von der Pflanze auf den Hügel gezerrt. Nachdem alle Eindringlinge tot sind, ziehen sich die Mayas wieder in ihr Dorf zurück.
Epilog: Am dritten Tag kommen Pablos Freunde, die Griechen. Sie hatten unterwegs drei Brasilianer kennengelernt und machten sich gemeinsam auf die Suche nach Pablo. Völlig fasziniert von der Pracht der Ranke gehen auch sie über die Lichtung den Hügel hinauf und rufen dort nach Pablo, aber erhalten keine Antwort.

## Ausgaben
- Scott Smith: Dickicht. Thriller (The Ruins). Fischer Taschenbuchverlag, Frankfurt am Main 2009, ISBN 978-3-596-51090-0.
- Scott Smith: The Ruins. Knopf, New York 2006, ISBN 978-1-4000-4387-3.

## Verfilmung
Das Buch wurde von dem US-amerikanischen Regisseur Carter Smith unter dem Titel Ruinen (engl. Ruins) verfilmt und kam im Juni 2008 in die deutschen Kinos. Der Film erhielt gemischte Kritiken, während Kirk Honeycutt im Hollywood Reporter die Prämisse als „albern“ bezeichnete, lobte James Berardinelli ihn als „good psychological horror“.